# Ludacris
Christopher Brian Bridges (Champaign, Illinois, 11. rujna 1977.), poznatiji kao Ludacris, američki je reper i glumac. Zajedno sa svojim menadžerom Chakom Zuluom suosnivač je diskografske kuće Disturbing tha Peace.

## Privatni život
Ludacris je rođen kao Christopher Brian Bridges u Illinoisu. Podrijetlom je Afroamerikanac i Indijanac. Bridges je napisao svoju prvu rap pjesmu s 9 godina kada se preselio u Atlantu gdje se pridružio amaterskoj rap grupi tri godine. Pohađao je srednju školu Banneker u Atlanti. Od 1998. do 1999. godine studirao je glazbeni menadžment u Georgiji. Bridges je 2007. godine izgubio svog oca Waynea koji je preminuo od raka. Ludacris ima kćer Karmu sa svojom ženom Christine White.

## Glazbena karijera

### Počeci, suradnja s Timbalandom
Ludacris je surađivao s američkim producentom Timbalandom na pjesmi "Phat Rabbit" s njegovog debitantskog albuma Tim's Bio: Life from da Bassment. Kasnije se pjesma našla i na Ludacrisovom albumu Back for the First Time.

### Back for the First Time(2000.)
Ludacris je u listopadu 2000. godine objavio svoj debitantski album Back for the First Time. Album je dospio na četvrto mjesto američke ljestvice Billboard 200. Njegovi prvi singlovi s tog albuma su "Southern Hospitality" i "What's Your Fantasy". Gosti na albumu su I-20, Shawnna, Pastor Troy, Timbaland, Trina, Foxy Brown i UGK.

### Word of Mouf(2001.)
Ludacris je brzo kompletirao i svoj sljedeći album Word of Mouf, koji je objavljen na kraju 2001. godine. Poznatiji singlovi s tog albuma su "Rollout (My Business)", "Saturday (Oooh! Ooooh!)" zajedno sa Sleepy Brownom, "Move Bitch" s Mystikalom i "Area Codes" s Nate Doggom.

### Chicken-n-Beer(2003.)
Tijekom proljeća 2003. godine, Ludacris se vratio glazbenoj sceni s novim singlom "Act a Fool", sa soundtracka filma Prebrzi i prežestoki u kojem je imao ulogu. U isto vrijeme objavljuje svoj treći studijski album Chicken-n-Beer. Gosti na albumu su Chingy, Snoop Dogg, Lil' Flip, Shawnna i mnogi drugi. Singlovi s albuma su "P-Poppin", "Stand Up" i "Splash Waterfalls". Pjesma "Stand Up" mu je dovela najveći uspjeh kad je dosegla broj jedan ljestvice Billboard Hot 100. Ludacris je svoju prvu Grammy nagradu osvojio s Usherom i Lil Jonom na njihovom hit singlu "Yeah!".

### The Red Light District(2004.)
Ludacris je 2004. godine objavio svoj četvrti album The Red Light District. U svom prvom singlu "Get Back" poručuje medijima da ga puste na miru. Sljedeći singl je "Number One Spot" inspiriran Austinom Powersom. Gosti na albumu su Nas, DJ Quik, DMX, Trick Daddy, Sleepy Brown i Bobby Valentino. Album je debitirao na broju jedan.

### Release Therapy(2006.)
Ludacris svoj peti studijski Release Therapy album objavljuje 26. rujna 2006. godine. Gosti na albumu su Pharrell Williams, R. Kelly, Young Jeezy, Mary J. Blige, Field Mob, Bobby Valentino, Pimp C, C-Murder i Beanie Sigel. Prvi singl "Money Maker" zajedno s Pharrellom je objavljen 17. srpnja 2006. godine. Drugi singl s albuma je "Grew Up a Screw Up" zajedno s Young Jeezyem, a treći je "Runaway Love". Album je u prvom tjednu prodan u 309.000 primjeraka.

### Theater of the Mind(2008.)
Ludacris svoj šesti studijski album Theater of the Mind objavljuje 24. studenog 2008. godine. Ludacris je za intervju časopisa Complex potvrdio da će na albumu gostovati Chris Brown, Lil Wayne, Rick Ross, T.I., Plies, Common, T-Pain, Jay Z, Nas i The Game. U prvom tjednu album je bio prodan u 213.493 primjeraka. Singlovi s albuma su "What Them Girls Like", "One More Drink" i "Nasty Girl".

### Battle of the Sexes(2010.)
Ludacrisov sedmi studijski album Battle of the Sexes objavljen je 9. travnja 2010. godine. Prvi singl s albuma je "How Low" koji je objavljen 8. prosinca 2009. godine. Sljedeći singlovi su "My Chick Bad" i "Sex Room". Album je prvom tjednu prodan u 137.000 primjeraka. Ludacris je 2010. godine gostovao na Justin Bieberovom albumu My World 2.0 u pjesmi "Baby".

## Diskografija
- 2000.: Back for the First Time
- 2001.: Word of Mouf
- 2003.: Chicken-n-Beer
- 2004.: The Red Light District
- 2006.: Release Therapy
- 2008.: Theater of the Mind
- 2010.: Battle of the Sexes
- 2011.: Ludaversal

## Filmografija
| Filmovi    | Filmovi                           | Filmovi                            | Filmovi                                                       |
| Godina     | Film                              | Uloga                              | Bilješke                                                      |
| ---------- | --------------------------------- | ---------------------------------- | ------------------------------------------------------------- |
| 2001.      | The Wash                          | kao kupac 1                        | Mala uloga                                                    |
| 2003.      | 2 Fast 2 Furious                  | Tej                                | Glavna uloga                                                  |
| 2003.      | Lil' Pimp                         | Weathers                           | Sporedna uloga                                                |
| 2003.      | Paper Chasers                     | Sebe                               | Dokumentarni film o hip hop sceni.                            |
| 2004.      | Crash                             | Anthony                            | Glavna uloga                                                  |
| 2005.      | Hustle & Flow                     | Skinny Black                       | Sporedna uloga                                                |
| 2006.      | The Heart of the Game             | Pripovjedač                        | Glavna uloga                                                  |
| 2007.      | American Hustle                   | Sebe                               | Mala uloga                                                    |
| 2007.      | Fred Claus                        | DJ Donnie                          | Sporedna uloga                                                |
| 2008.      | RocknRolla                        | Mickey                             | Glavna uloga                                                  |
| 2008.      | Max Payne                         | Jim Bravura                        | Sporedna uloga                                                |
| 2009.      | Ball Don't Lie                    | Julius                             | Glavna uloga                                                  |
| 2009.      | Gamer                             | Humanz Brother                     | Glavna uloga                                                  |
| 2010.      | Repo Men                          | Man whose heart is being restarted | Mala uloga                                                    |
| 2011.      | Fast Five                         | Tej                                | Mala uloga                                                    |
| Televizija |                                   |                                    |                                                               |
| Godina     | Naziv                             | Uloga                              | Bilješke                                                      |
| 2015.      | Furious 7                         | Tej                                | Sporedna uloga                                                |
| Televizija |                                   |                                    |                                                               |
| Godina     | Naziv                             | Uloga                              | Bilješke                                                      |
| 2006.      | Law & Order: Special Victims Unit | Darius Parker                      | "Venom" (7. sezona, 157. epizoda)                             |
| 2007.      | The Simpsons                      | sebe                               | "You Kent Always Say What You Want" (18. sezona, 22. epizoda) |
| 2007.      | Law & Order: Special Victims Unit | Darius Parker                      | "Screwed" (8. sezona, 183. epizoda)                           |

## Vanjske poveznice
- Službena Def Jam stranica
- Zaklada The Ludacris
- Ludacris na YouTubeu
- Ludacris na Internet Movie Databaseu
- Ludacris na Allmusicu
- Ludacris na MySpaceu
- Ludacris na Twitteru